# Romániai Magyar Demokrata Szövetség
A Romániai Magyar Demokrata Szövetség (RMDSZ) a kommunista diktatúra bukását követően, 1989. december 25-én alakult meg, a Romániában élő magyarok érdekvédelmét és közképviseletét felvállalva.
Európa egyik legnagyobb nemzeti kisebbségét a Románia területén élő magyarok alkotják. A 2011-es népszámlálás hivatalos adatai szerint az ország lakosságának 6,5 százaléka, 1 237 746 fő vallotta magát magyarnak.
A Szövetség a romániai magyarok különböző autonóm, területi, politikai és rétegszervezeteinek érdekvédelmi közössége, amely országos és helyi szinten ellátja a romániai magyarok politikai és közképviseletét, egyezteti és ösztönzi a társadalmi szerveződés különböző formáit.
Az RMDSZ 1999 óta tagja az Európai Néppártnak (EPP) és 1991 óta az Európai Népcsoportok Föderatív Uniójának (FUEN).

## Szervezeti felépítése, struktúrája és testületei
Az RMDSZ a szervezeti önkormányzat elve alapján működik, szétválasztva a döntéshozó, végrehajtó és ellenőrző szerveket.
- Legfelsőbb döntéshozó testülete a Kongresszus. Két kongresszus közötti döntéshozó testületei: a Szövetségi Képviselők Tanácsa (SZKT), a Szövetségi Állandó Tanács (SZÁT), valamint a Szövetségi Elnökség (SZE).
- Végrehajtó testülete az Ügyvezető Elnökség, amely alkalmazza a Kongresszus, az SZKT, a SZÁT, illetve a SZE határozatait. Ennek érdekében saját hatáskörében döntéseket hoz.
- A Szövetség konzultatív testületei: a Területi Elnökök Konzultatív Tanácsa (TEKT), a Platformok Konzultatív Tanácsa (PKT) és az Országos Önkormányzati Tanács (OÖT).
- Az ellenőrzés feladatát a Szövetségi Szabályzatfelügyelő Bizottság, a Szövetségi Etikai és Fegyelmi Bizottság, valamint a Szövetségi Ellenőrző Bizottság látja el.

A romániai magyarok szülőföldön való boldogulása, nyelvének, kultúrájának ápolása, gazdasági fejlődésének, anyanyelvű oktatásának, hagyományai megőrzésének, művelődésének érdekében a Szövetség együttműködik a romániai magyar történelmi egyházakkal, valamint a romániai magyar kulturális szervezetek, felsőoktatási szervezetek, más oktatási szervezetek, tudományos szervezetek, nőszervezetek, szakmai és rétegszervezetek egyeztetési fórumaival, szövetségeivel, ernyőszervezeteivel.  
2012 áprilisában megalakult az RMDSZ Kulturális Autonómia Tanácsa, amely a tudományos élet, a művészet, az oktatás, illetve a Szövetséggel partnerségben lévő szervezetek képviselőit tömöríti, a romániai magyarok tág értelemben vett kulturális jövőképét kívánja kialakítani.
2013-ban az RMDSZ szervezeti keretet biztosított a nők hangsúlyos és tudatos közéleti szerepvállalásának, ezt követően alakult meg a Szövetség keretében működő Nőszervezet, amely továbbra is a közösségépítő, odafigyelő, álmokat valóra váltó, emberközeli és a nők aktív közéleti jelenlétét ösztönző szervezete az RMDSZ-nek.
A Szövetség tiszteletben tartja a politikai sokszínűség elvét. Az RMDSZ-en belüli platformok, ideológiai és politikai csoportok, műhelyek programjukban és tevékenységükben fejezik ki a romániai magyar társadalom tagolódását és sokféleségét. Tagsága a belső pluralizmus elvének megfelelően megyei és területi szervezetekbe, ideológiai alapon tömörülő platformokba, valamint társult szervezetekbe rendeződik.  

### Az RMDSZ Platformjai
- Erdélyi Magyar Baloldal
- Kereszténydemokrata Platform
- Nemzeti Szabadelvű Platform
- Romániai Magyar Kisgazda és Kisvállalkozó Platform
- Szabadelvű Kör
- Zöld Platform[3]

## A párt elnökei
| Név           | hivatal kezdete | hivatal vége |
| ------------- | --------------- | ------------ |
| Domokos Géza  | 1989            | 1993         |
| Markó Béla    | 1993            | 2011         |
| Kelemen Hunor | 2011            | hivatalban   |

## Az RMDSZ vállalásai
Az elmúlt 25 évben az RMDSZ két nagy célt tűzött ki. Elsőként azt, hogy megteremtse a jogállamot és annak intézményeit, egy működő demokráciát és piacgazdaságot. A másik cél pedig az volt, hogy Romániát az euroatlanti közösségbe integrálja, ami a NATO-hoz és az Európai Unióhoz való csatlakozással megvalósult.      
Az RMDSZ az autonómiaformák – beleértve a területi autonómiát is – jogi megfogalmazását és törvényhozás útján való érvényesítését kívánja elérni. Szorgalmazza az általános decentralizálást és a szubszidiaritás elvének alkalmazását, melynek érdekében az erdélyi etnikumok együttélésének pozitív hagyományaiból, valamint az Európában megvalósult, példaértékűnek tekinthető önkormányzati modellekből indul ki.      
Programjában kiemelt fontosságúnak tekinti az oktatási kérdéseket, hiszen a magyar közösség jövője a magyar nyelvű oktatás minőségétől, a fiatalok versenyképes tudásától függ. Célja az, hogy a szülők bátran írassák magyar iskolába gyerekeiket, ugyanakkor a pedagógusok a szakmai lehetőségek révén meg tudjanak felelni az új kihívásoknak, sokasodó elvárásoknak. A családpolitikában a magyar családokat segítő intézkedéseket támogatja, olyan életfeltételek megteremtését, amelyek biztosítják a szülőföldön való érvényesülés lehetőségeit, csökkentik az elszegényedés veszélyét és a kis jövedelműek számára is biztosítják a boldogulást. Érdekvédelmi tevékenységének fő irányelveihez igazodik az RMDSZ gazdaságpolitikai elképzelése is, amelynek célja az, hogy a gazdasági fenntarthatóságot az életszínvonal emelésével és a szülőföldön való gyarapodás feltételeinek megteremtésével kapcsolja össze. Ifjúságpolitikájának legnagyobb kihívásként azt határozták meg, hogy minden cselekvésükkel a fiatalok otthon maradását bátorítsák azért, hogy az új nemzedékhez tartozók az ország, a közösség tevékeny és értékalkotó polgárai, tagjai legyenek. Nemzetpolitikájuk révén a változó világ új körülményei között is biztosítani szeretnék a nemzeti identitás megőrzését és átörökítését olyan intézkedésekkel, amely a közösségszervezés és közösségépítés több területére is kiterjednek. Külpolitikájukat, nemzetközi jelenlétünket a meglévő egyéni jogok alkalmazása és a közösségi jogok bővítése függvényének tekintik.  
Az elmúlt 26 évben parlamenti és kormányzati szerepvállalásuk során az általános jólét biztosításáért és a magyar közösség érdekeinek érvényesítéséért dolgoztak.

## Választási eredmények 1990–2020 között

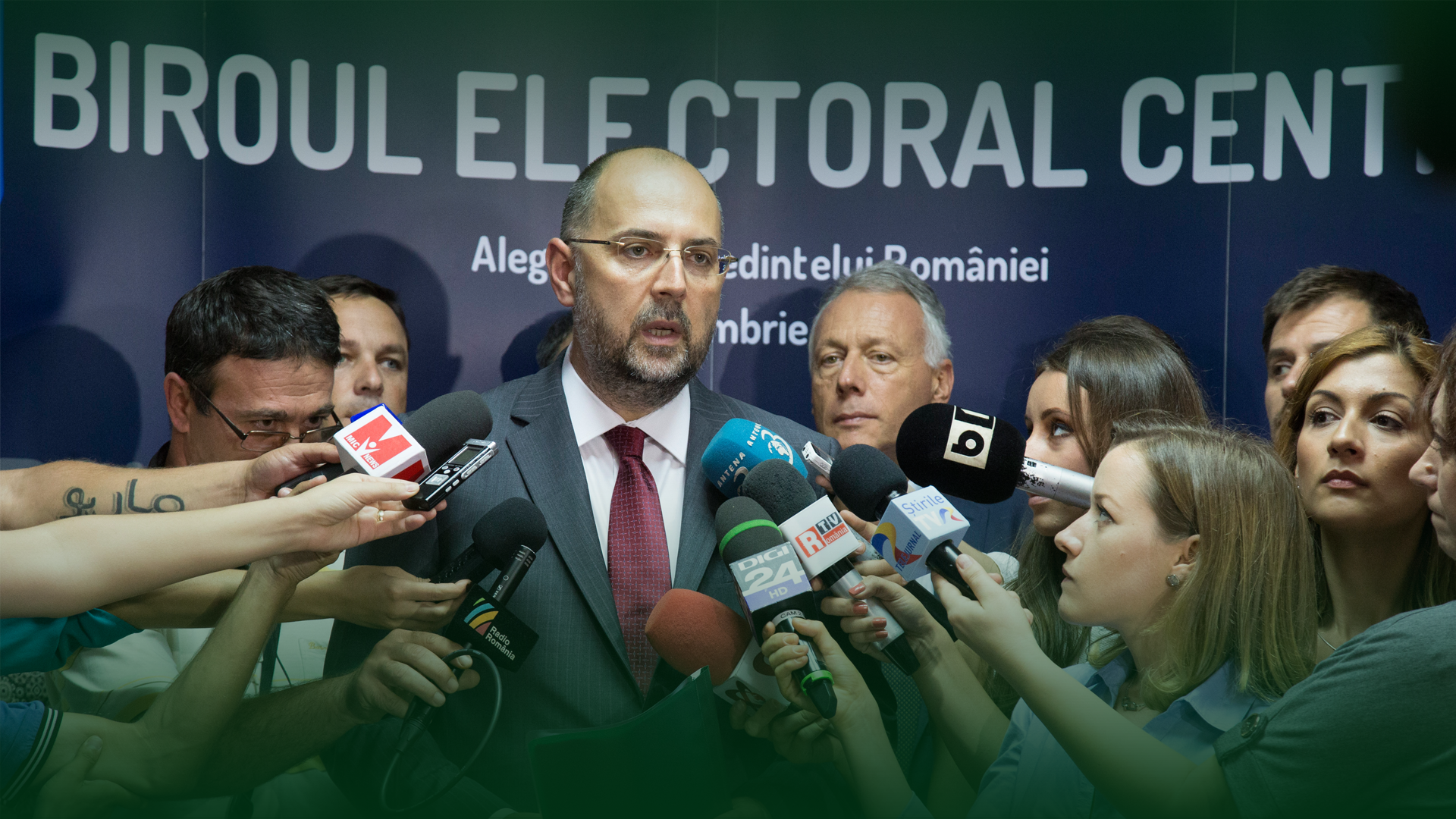
Kelemen Hunor, az RMDSZ államelnök jelöltje a 2014-es választáson

1990. május 20-án parlamenti és elnökválasztás voltak Romániában. A Képviselőházban az RMDSZ 991 601 szavazatot (7,23%), a Szenátusban 1 004 353 szavazatot (7,20%) kapott, ez összesen 41 (29 + 12) helyet jelentett a parlamentben. Két évvel később, 1992-ben a februári helyhatósági választás eredményeként az RMDSZ-nek 131 polgármestere, 2616 helyi és 121 megyei tanácsosa lett. Ugyanebben az évben a parlamenti választás alkalmával a magyar közösség szavazatainak köszönhetően 12 szenátor és 27 képviselő kapott parlamenti mandátumot.
A helyhatósági választás alkalmával 1996-ban az RMDSZ listáiról 2438 helyi és 133 megyei tanácsos kapott mandátumot, 139 polgármestert választottak meg, többek között Marosvásárhelyen, Sepsiszentgyörgyön, Gyergyószentmiklóson, Nagyszalontán, Baróton, Kovásznán, Szilágycsehen, Székelykeresztúron. Csíkszeredában és Székelyudvarhelyen független magyar jelölt nyert. November 3-án a parlamenti választás összesített eredményei egyértelműen bizonyítják, hogy 25 képviselői és 11 szenátori mandátummal az RMDSZ minden tekintetben az ország negyedik politikai erejeként került ki a választási küzdelmekből.
2000-ben a helyhatósági választás első fordulójának eredményei: 110 polgármester, 2451 helyi tanácsos, 135 megyei tanácsos. A megyei tanácsosi listákra leadott szavazatok alapján az RMDSZ a legerősebb politikai szervezet Erdélyben, a szavazatok 21,22%-át kapta. A későbbiek során 3 megyében (Hargita, Kovászna, Maros) választottak elnökként RMDSZ-es politikust a megyei tanács élére. A megyei tanácsi alelnökök száma 6-ról 10-re növekedett. A Szövetség 99 polgármesterjelöltje jutott be a helyhatósági választás második fordulójába, közülük 38 nyert mandátumot. 2000-ben a megválasztott polgármesterei száma összesen 148 volt. Az 1996-osnál jobb százalékarányt ért el a parlamenti választáson (6,9 százalékot a szenátusi listán, 6,8 százalékot a képviselőházi listán). A Szövetség 12 szenátort és 27 képviselőt küldött a parlamentbe.
2004 áprilisában 781 településen mintegy 185 000 személy vett részt a Romániai Magyar Demokrata Szövetség által szervezett előválasztáson. Ennek eredményeként a Szövetség 612 polgármester és 6135 helyi, illetve megyei tanácsosjelölttel indult a május 8-án kezdődő választási kampányban. A második forduló eredménye szerint a helyhatósági választáson az RMDSZ összesen 186 polgármestere nyert, ami 40-nel több, mint az előző ciklusban. Magyar polgármestert választottak olyan román többségű városokban, mint Margitta, Szatmárnémeti, Szászrégen és Zsombolya. A Szövetség megyei tanácsosainak száma 112, a helyi tanácsosoké 2481. Az RMDSZ öt erdélyi megyében a legnagyobb politikai erővé vált, ezt tükrözi az is, hogy a megyei tanácsok alakuló ülésén Bihar, Hargita, Kovászna, Maros és Szatmár megye elnökévé választja az RMDSZ képviselőjét. Az RMDSZ a 2004. évi parlamenti választáson a szenátusi szavazatok 7,02 százalékát, a képviselőházi szavazatok 7,08 százalékát kapta meg. Az új parlamenti időszakban a Szövetség 10 szenátorral és 22 képviselővel vett részt a román Parlament munkájában. Az RMDSZ államelnökjelöltjére, Markó Bélára a választáson részt vevők 5 százaléka szavazott.
2007. november 25-én a romániai magyarok nagyszámú, az országos átlagot meghaladó részvételének köszönhetően az RMDSZ Sógor Csabát és Winkler Gyulát küldte az Európai Parlamentbe.
A 2008-as helyhatósági választás második fordulójának eredményeként az első fordulóban nyertes 148 polgármesterhez további 36 csatlakozott, így összesen 184 helyi vezetője lett a magyarságnak. A következő hetekben a megyei és a helyi tanácsok 9 RMDSZ-es megyei alelnököt és 231 alpolgármestert választottak meg. Az európai parlamenti választáshoz képest az RMDSZ több mint másfélszeresre növeli szavazóinak számát, és megismétli a 2004-ben elért választási eredményeit.
Az RMDSZ jóval hat százalék fölötti eredményt ért el a parlamenti választáson 2008-ban; 7 szenátor és 14 képviselő nyert mandátumot Bihar, Hargita, Kovászna, Maros, Szatmár és Szilágy megyében 50 százalék feletti szavazatszámmal. A végleges adatok szerint az RMDSZ eredménye: Képviselőház: 6,17% (425 008 szavazat), Szenátus: 6,39% (440 449 szavazat). A fennmaradt szavazatok újraosztása után még 2 szenátori és 8 képviselői tisztséggel gyarapodott az RMDSZ parlamenti frakciója, amely jelentősen megújult. A Képviselőházban 22-ből 11-en, a Szenátusban 9-ből 5-en először szereztek mandátumot.
2009-ben az európai parlamenti választáson, általános alacsony részvétel mellett, a 6,6 százalékos romániai magyarok szavazatai közel 9 százalékát tették ki az érvényes voksoknak. A Magyar Összefogás Listájának első három helyezettje, Tőkés László, Winkler Gyula és Sógor Csaba EP-mandátumot nyert.
2012-ben az önkormányzati és parlamenti választáson az RMDSZ-nek sikerült megőriznie korábbi politikai súlyát. 203 polgármesteri tisztséget szerzett, a korábbi választáshoz viszonyítva hetvenezerrel több szavazatnak köszönhetően megnőtt önkormányzati képviselőinek száma is. Ugyanakkor a parlamentben 18 képviselő és 8 szenátor szerzett mandátumot, az 5 százalékos küszöböt pedig olyan körülmények között is sikerült átlépnie, hogy a magyar–magyar versenyben is felül kellett kerekednie. A magyar választók kilencven százalékának támogatásával, bizalmával a Szövetség helytállt a megmérettetésben.
2014 tavaszán egy újabb választási kihívás, az európai parlamenti választás rajtja előtt 270 ezer támogatói aláírást iktatott az RMDSZ a Központi Választási Irodában, ami ötvenezer kézjeggyel jelentett többet, mint 2009-ben. Az EP-választáson elért eredményei pedig biztosították a magyarság brüsszeli képviseletének folytonosságát. Ugyanabban az évben az RMDSZ jelöltjeként Kelemen Hunor indult – immár másodjára – az államelnök-választáson.
A választáson elért eredményeinek, a helyi és megyei önkormányzatokban, a parlamentben, valamint a kormányzati struktúrákban végzett tevékenységének köszönhetően az RMDSZ Románia politikai életének számottevő szereplője.
Az RMDSZ-nek jelenleg 17 képviselője és 8 szenátora van Románia parlamentjében, az Európai Parlamentben pedig két képviselője tevékenykedik.
2016-ban az önkormányzati választáson az RMDSZ némileg visszaesett, mivel csak 195 polgármestert tudott nyerni, viszont az MPP-vel is állítottak több helyen közös jelöltet. Ugyanakkor az RMDSZ-es tanácselnökök száma az addigi 2-ről 5-re nőtt. Az RMDSZ-nek Szatmár, Bihar, Maros, Hargita és Kovászna megyében sikerült megszerezni a tanácselnöki posztot.
2020-ban az önkormányzati választáson az RMDSZ újra tudta növelni a polgármestereinek a számát: ekkor 199 településen végeztek az élen az RMDSZ polgármesterjelöltjei. Nagy sikert értek el az erdélyi magyarok és az RMDSZ azzal, hogy Soós Zoltán személyében 20 év után újra magyar polgármestert választottak Marosvásárhelyen, valamint hogy 8 év után újra magyar polgármestere lett Szászrégennek.
A 2020-as parlamenti választáson az RMDSZ a Magyar Polgári Párt és az Erdélyi Magyar Néppárt egyesülésével létrejövő Erdélyi Magyar Szövetséggel együttműködve indult. Az erdélyi magyar összefogást rögzítő megállapodás értelmében a képviselőházi RMDSZ-listán két befutó helyet kaptak az Erdélyi Magyar Szövetség jelöltjei. Az együttműködés azért fontos, mert az erdélyi magyarok 90%-a az RMDSZ-t, míg 10%-a az Erdélyi Magyar Szövetséget támogatja, így a választási együttműködés révén minden erdélyi magyart képes megszólítani a magyar összefogás.

## Külső hivatkozás és források
- Az RMDSZ honlapja
- Az Európai Néppárt honlapja
- Az RMDSZ hírei
- Az RMDSZ területi szervezetei
- Események
- Az RMDSZ hivatalos Facebook-oldala